# اللجنة الحكومية الدولية المعنية بالملكية الفكرية والموارد الوراثية والمعارف التقليدية والفولكلور
تتولى اللجنة الحكومية الدولية المعنية بالملكية الفكرية والموارد الوراثية والمعارف التقليدية والفولكلور (IGC أو IGC-GRTKF) التفاوض بشأن واحد أو أكثر من الصكوك القانونية الدولية (معاهدة) المتعلقة بحماية المعارف التقليدية وأشكال التعبير الثقافي التقليدي والموارد الوراثية من ناحية الملكية الفكرية،  وبالتالي سد الثغرات الموجودة في القانون الدولي.   تنعقد اللجنة الحكومية الدولية في جنيف بتنظيمٍ من المنظمة العالمية للملكية الفكرية (الويبو)، حيث تنعقد بانتظام منذ عام 2001.
واستنادًا إلى جزء من عمل اللجنة الحكومية الدولية،  من المتوقع اعتماد معاهدة جديدة بشأن البراءات والموارد الوراثية والمعارف التقليدية المرتبطة بها في مايو 2024.

## العمل
ينضم إلى كل اجتماع تعقده اللجنة الحكومية الدولية هيئة تتكون من ممثلي السكان الأصليين، وقد أنشأت اللجنة للدول الأعضاء صندوق الويبو للتبرعات لتمويل المشاركة الفاعلة وإشراك مجتمعات السكان الأصليين والمعنيين في المجتمع المدني. 
أُصدرت عدة وثائق لتوجيه أعمال اللجنة الحكومية الدولية، بما في ذلك سلسلة من وثائق المعلومات الأساسية الموجزة، بالإضافة إلى المبادئ التوجيهية ووثائق معلومات الأخرى.
وضعت اللجنة الحكومية الدولية مشروع صكوك قانونية دولية بشأن المعارف التقليدية وأشكال التعبير الثقافي التقليدي والموارد الوراثية.

وفقا لمكتب براءات الاختراع والعلامات التجارية في الولايات المتحدة،
منذ عام 2009، انخرطت اللجنة الحكومية الدولية للويبو في مفاوضات منفصلة قائمة على النصوص بشأن (1) صك قانوني دولي لحماية الموارد الوراثية والمعارف التقليدية المرتبطة بها و(2) صك قانوني دولي بشأن المعارف التقليدية وأشكال التعبير الثقافي التقليدي. 

## التاريخ والولاية
أنشأت الجمعية العامة للمنظمة العالمية للملكية الفكرية اللجنة الحكومية الدولية عام 2001، وهي تعمل على مراجعة وتحديث وتمديد ولاية اللجنة الحكومية الدولية كل عامين في اجتماعات الجمعية في سبتمبر. 
واجهت اللجنة الحكومية الدولية أول أزمة دبلوماسية عام 2003، حيث "أصبحت ضخامة مهامها أكثر وضوحاَ، كما كانت الفجوة في التوقعات بين الدول حول الغرض العام من اللجنة والنتائج المتوقعة كبيرة أيضاً."  استمرت الأزمة حتى عام 2009، عندما "وافقت جمعية الويبو على أن تكون صاحبة ولاية معززة للغاية" للجنة الحكومية الدولية، وطلبت منها صياغة صك قانوني لعقد مؤتمر دبلوماسي لاعتماد معاهدة واحدة أو عدة معاهدات. 
منذ عام 2010، ظلت ولاية اللجنة الحكومية الدولية دون تغيير في الغالب: إن إبرام نص توافقي من شأنه سد الفجوات بين العديد من الصكوك القانونية الدولية القائمة يوفر بعض الحماية، ولكن ذلك غير كافٍ سواء للمعارف التقليدية أو أشكال التعبير الثقافي التقليدي أو الموارد الوراثية ( إعلان الأمم المتحدة بشأن حقوق الشعوب الأصلية)، واتفاقية التنوع البيولوجي، وبروتوكول ناغويا، والمعاهدة الدولية بشأن الموارد الوراثية النباتية للأغذية والزراعة، واتفاقيات اليونسكو بشأن الثقافة والتراث غير المادي، وما إلى ذلك)، ولا يتضمن أي منها حماية صريحة للشعوب الأصلية والمجتمعات المحلية. 
عُلّقت مفاوضات اللجنة الحكومية الدولية في عام 2020 بسبب جائحة فيروس كوفيد، واستؤنفت في عام 2022.  وفي العام نفسه، وافقت اللجنة الحكومية الدولية على الانتقال إلى الخطوات التالية للتفاوض بشأن المعاهدة، ووافقت الويبو على عقد مؤتمر دبلوماسي بحلول عام 2024 للنظر في مشروع المعاهدة التي كانت اللجنة تعمل عليها. 

## المفاوضات والمعاهدات الجديدة

### المعاهدة المقترحة بشأن الملكية الفكرية والموارد الوراثية والمعارف التقليدية المرتبطة بها
وكما هو موضح على الموقع الإلكتروني للمؤتمر الدبلوماسي:
في 21 يوليو 2022، قررت الجمعية العامة للويبو عقد مؤتمر دبلوماسي لإبرام صك قانوني دولي يتعلق بالملكية الفكرية والموارد الوراثية والمعارف التقليدية المرتبطة بالموارد الوراثية في موعد أقصاه عام 2024. 
وقبل انعقاد المؤتمر الدبلوماسي، عُقد اجتماعان استثنائيّان للتحضير للمؤتمر.الأول عبارة عن جلسة خاصة للجنة الحكومية الدولية (4-8 سبتمبر 2023) والثاني جلسة للجنة التحضيرية للمؤتمر الدبلوماسي (11-13 سبتمبر و13 ديسمبر 2023).

### 2022: الاختيار على نص المسوّدة
طال اختيار نص المسودة الذي ينبغي أن يكون بمثابة أساس للمفاوضات بشأن النص النهائي للمعاهدة بعض الانتقادات من مراقبي المجتمع المدني.  وقررت الجمعية العامة للويبو لعام 2022 أن تكون النسخة القصيرة من المسودة ("نص الرئيس") التي صاغها السفير الأسترالي إيان جروس، رئيس اللجنة الحكومية الدولية في عام 2019، هي الأساس لمفاوضات المعاهدة. وقبل هذا القرار، كان النص الذي كان من المتوقع استخدامه كأساس للمفاوضات هو "النص الموحد"، وهو وثيقة أكثر شمولاً كانت الدول الأعضاء في اللجنة الحكومية الدولية تعمل عليها بتوافق الآراء على مدى سنوات. 
وخلافاً للنص الموحّد الذي تناول المعارف التقليدية وأشكال التعبير الثقافي التقليدي في حد ذاتها، والأشكال المختلفة للملكية الفكرية، ركز نص الرئيس فقط على الموارد الوراثية ونظام البراءات. 
في آب\أغسطس 2023، قدمت الهند اقتراحًا يتضمن سلسلة من التعديلات علىنص الرئيس، بهدف إعادة إضافة بعض العناصر من النص الموحد إلى المناقشة.

### 2023: الدورة الخاصة للجنة الحكومية الدولية واللجنة التحضيرية
استعرضت الجلسة الخاصة التي انعقدت في الفترة من 4 إلى 8 أيلول\سبتمبر 2023 جزءًا من نص الرئيس الذي تضمّن مواداً موضوعية. وناقشت اللجنة التحضيرية التي انعقدت في الأسبوع التالي الشقين الإداري والإجرائي للمشروع.  وقد أسفر هذان الاجتماعان معًا عن مسودة منقحة، والتي ستكون بمثابة الأساس لمناقشات المؤتمر الدبلوماسي لعام 2024.
اعتمدت اللجنة التحضيرية أيضًا مشروع النظام الداخلي للمؤتمر الدبلوماسي، بالإضافة إلى قائمة المدعوين. وفي 13 سبتمبر 2023، اضطرت اللجنة إلى تعليق جلستها بسبب عدم تقديم الدول الأعضاء لمقترحات استضافة المؤتمر الدبلوماسي. وفي 13 ديسمبر/كانون الأول، اجتمعت اللجنة مرة أخرى لاعتماد قرار بعقد المؤتمر الدبلوماسي في مقر الويبو بجنيف، لعدم وجود مقترحات بديلة. 

### 2024: المؤتمر الدبلوماسي
عقد المؤتمر الدبلوماسي في جنيف، سويسرا، في الفترة من 13 إلى 24 أيار\مايو 2024.  ومن المتوقع التفاوض وتعديل المشروع الناتج عن الدورة الاستثنائية واللجنة التحضيرية، واعتماده كأداة قانونية (معاهدة أو اتفاقية أو غيرها). وغالباً ما يشار إلى المعاهدة المستقبلية بشأن الملكية الفكرية والموارد الوراثية والمعارف التقليدية المرتبطة بها بالمختصر "GRATK". 

### العمل المستقبلي: المعرفة التقليدية والتعبير الثقافي التقليدي
بالإضافة إلى معاهدة GRATK، تخطط اللجنة الحكومية الدولية لتطوير أداة قانونية مميزة تتعلق بالمعرفة التقليدية والتعبير الثقافي التقليدي (الفولكلور).[بحاجة لمصدر]

ومن المقرر اتخاذ الخطوة التالية في الدورة التاسعة والأربعين للجنة الحكومية الدولية في نوفمبر/تشرين الثاني 2024، بهدف: إجراء مفاوضات بشأن المعارف التقليدية و/أو أشكال التعبير الثقافي التقليدي مع التركيز على معالجة القضايا العالقة والمتقاطعة والنظر في خيارات لصياغة مشروع أداة قانونية (أدوات قانونية))

## روابط خارجية
- الموقع الرسمي
 للجنة
  - موجز المعلومات الأساسية: أصول اللجنة الحكومية الدولية وأساسها المنطقي وإنجازاتها (متاح باللغات العربية والصينية والفرنسية والبرتغالية والروسية والإسبانية)
- الموقع الرسمي
 للمؤتمر الدبلوماسي بشأن الملكية الفكرية والموارد الوراثية. ويندلاند، ويند (فبراير 2022). International negotiations on Indigenous knowledge to resume at WIPO: a view of the journey so far and the way ahead. مجلة الويبو، المقالة 001.